# ドゲンジャーズ
『ドゲンジャーズ』（DOGENGERS）は、2020年4月12日から6月28日まで九州朝日放送（KBCテレビ）で毎週日曜10:00 - 10:25（JST）に放送されていた特撮テレビドラマ。以後、毎年放送されている。
大賀薬局が中心となる製作実行委員会が制作。キャッチコピーは第1シーズンが「枠（ローカル）を、超えろ―」、第2シーズンが「大切な人を、取り戻す―」、第3シーズンが「"普通"な彼女の"変わった"物語。」、第4シーズンが「実在するヒーロー、実際のヒーロー、」、第5シーズンが「枠（ローカル）を、超えすぎた」、第6シーズンが「絶望の数だけ、希望がある。」。2020年12月10日に公式Twitterにてシーズン2が2021年4月11日からスタートすることが、公式Twitterにて2020年12月10日に発表された。第3シーズンは2022年1月に正式タイトルが発表され、同年4月からの放送になることが公式Twitterで発表された。第4シーズンは2022年12月25日に正式タイトルが発表され、2023年4月からの放送になることが公式Twitterで発表された。第5シーズンは2024年6月1日に公式Xで放送時間が2024年7月からになることが発表された。第6シーズンは、2025年5月8日に公式Xでタイトルと放送日、メインビジュアルが発表された。

## 概要
本作品は持続可能な開発目標（SDGs）のひとつである「人々に保健と福祉を」を掲げて製作。主に福岡県内で活躍しているローカルヒーローが共演するクロスオーバー作品であり、タイトル名は『アベンジャーズ』をもじっている。
本作品のプロデューサーの笹井浩生は、2019年10月にデビューしたオーガマンがSNSで話題になったことから、キタキュウマンとともに『アベンジャーズ』のように誰か1人が飛び抜けているのではなく、全員が横並びの座組の作品の映像化を2019年11月に構想したという。撮影は翌年の2020年2月に開始し、12話分を1か月で撮影した。撮影の様子はメイキングとしてKBC九州朝日放送が取材したものが同局で放送された。
基本的に撮影は福岡で行われたが、特撮の聖地とされる栃木県岩舟でも撮影された。
放送開始日である4月12日は、本作品のキーアイテムである国宝の漢委奴国王印が発見された日である。
製作スタッフは東映特撮ドラマに参加したメンバーが中心となっている。また中村優一が友情出演した。
シーズン1の最終回放映後、シーズン2「ドゲンジャーズ～ナイスバディ～」の製作が発表され、2021年4月11日から6月27日まで放送することが
同年12月10日に発表された。
後述の第12.5話が話題を呼んだため、2021年にはTOKYO MXでも放送され、東京進出を果たす。

## あらすじ
シーズン1
福岡のヒーローたちが能古島での恋愛リアリティーショー「HEROHOUSE」撮影を終えて本島に戻ってきたところ、福岡全土は謎の力を手に入れた株式会社悪の秘密結社に侵略されてしまっていた。唯一「HERO HOUSE」撮影不参加だったオーガマンも一般人の青年・田中次郎を庇って傷を負ったため、田中に福岡の平和を取り戻す使命を与える。
シーズン2
いろいろな不祥事が起こってドゲンジャーズたちの人気が急降下してしまう。そんな中、謎の正義の味方グレイトZが現れ、『ドゲンジャーズ』の後番組を狙い、その番組の悪役にヤバイ仮面を指名して連れ去ってしまう。
シーズン3
福岡ではヒーローとワルモノが普通に生活に溶け込み、それぞれの活動に勤しんでいた。鯛博学園高校に通う高校生・山田真子は何もかもが「普通」にまみれた人生を送っていたが、学園祭の実行委員長に選ばれたある日、シャベリーマンに身代金目的で誘拐されてしまう。連れてこられた黒田家墓所にて突然現れた織田信長の小姓・切袴（きれこ）と邂逅し、新たなヒーロー・MAKOに覚醒する。
シーズン4
ドゲンジャーズの活躍を良しとしない警察庁はヒーロー達に対抗すべく特殊活動服・SP-110Pxを開発。福岡県警に配属されたばかりの新人警察官・白石循（しらいし・めぐる）を適合者として「特務警察ヒャクトーバン」に任命する。一方、株式会社悪の秘密結社の暗躍を良しとしない反社会勢力・押川組も特殊活動機巧（からくり）・ユズユズを開発するが、暴走により押川組は壊滅。主を失ったユズユズは福岡の街を彷徨い、ドゲンジャーズや株式会社悪の秘密結社を翻弄する。

## 登場人物

### ドゲンジャーズ
田中 次郎
本作品の主人公。東京からゆきに会いに福岡にやってくるが、福岡を占拠した悪の秘密結社の策略に巻き込まれ、オーガマンからヤバイ仮面に立ち向かう勇気を認められて託された力ででルーキーに変身する。
「超」が付くほど真面目な性格だが、気が弱い。子供のころからヒーローの強さに憧れていたものの、幼馴染のゆきが両親の都合で福岡に引っ越す際に引き留めることができなかった。だが、福岡のヒーローたちがヤバイ仮面に倒された際に、勇気を出して助けに飛び出したことからオーガシステムを引き継ぐこととなる。
ゆきからの想いに気づかないなど乙女心には鈍感なため、シーズン2ではスクープされてしまう。礼儀正しく、シーズン2以降は悪の秘密結社の構成員に対しても敬称を付けて呼び、敬語口調で話している。

ルーキー
オーガマンから貰った襟の変身スイッチオーガシステムを押すことで田中次郎が変身するヒーロー。名付け親はキタキュウマン。決め台詞は「ルーキー、頑張ります!」。バイザーホーンを下ろすことで戦闘モードとなる。体温計型のルーキーランスが武器で、必殺技はルーキーエクセキューション。ドゲンジャーズの中でもヒーローとしての使命感はかなり強いが、戦闘技術はヒーローになりたてのため、まだない。
ルーキー メモリーズモード
ヤバイ仮面に敗れて死んだルーキーがオーガマンの持ってきた邪馬台国時代の地層の金印とヒーローたちに移っていた金印、アイドールの力で復活・強化された形態。左腕がドールモードの力（防御）、右腕がインサージェントモードの力（攻撃）を司る。
ゆき
次郎の幼馴染。悪の秘密結社に占拠された福岡から能古島に避難したところで次郎と再会し、彼らの協力者となる。

薬剤戦師 オーガマン
株式会社大賀薬局社長の大賀崇浩がポケットマネーを投入したヒーロースーツで変身する薬剤師兼ヒーロー。変身システムはルーキーと同様で、バイザーホーンを下ろすことで戦闘態勢に入る。1982年5月18日生まれ。決め台詞は「薬飲んで、寝ろ」。武器は敵の動きを薬育手帳で封じ、錠剤を発射する注射器型キャノン砲オーガバスターで、インジェクター・ショット、ディスペンスィング・ドライブが必殺技。ヤバイ仮面戦ではオーガバスターをルーキーランスと合体させて倒した。人々に薬を飲んで寝てほしいという願いからヒーローとなり、日夜、残薬問題を解決するために啓蒙活動を行いながら戦い、福岡をルーキーに託して、事態の調査へと旅立つ。その後、二つ目の金印を探しに邪馬台国時代の地層に潜って、悪の秘密結社との最終決戦に駆けつける。
シーズン2ではルーキーと仲良くなりたいという理由から強引にバディを組む。キタキュウマンとのじゃんけん勝負では、相手の手を変えるオーガじゃんけんという必殺技を見せた。ジェットコースターに乗りながらドゲンジャーズのファイナルステージに現れる演出で登場したが、絶叫マシンが苦手であることが判明した。寝坊をスキャンダルされてからは、睡眠不足にも悩まされ、体調を崩していたことからグレイトZとの初対決では一方的に攻撃を受けて負けてしまう。

キタキュウマン
北九州市を拠点に活動する八幡区のとある鉄工所で製造された無敵特攻服に身を包むヒーロー。1988年8月15日生まれ。決め台詞は「来た来た来た来た誰が来た？私が来たぞキタキュウマン！」。趣味は飯テロと釣り、SNS。武器は名称不明の細身の剣と銃で、必殺技は悩み相談と詮索、キタキュウキック。「スーツに傷が付く」「体が硬い」などを理由に戦闘に参加しようとせず、速やかに救援要請を行う。だが、その実力は1対1であればヤバイ仮面にも引けを取らないほどである。悪の秘密結社との最終決戦ではキタキュウマンメタルに持ってこさせた赤いタイツに着替え、金印の力で充血フォームに強化する。
シーズン2の第1話では愛車キタキュウマシンを爆破されてしまう。
- シーズン1第9話のオープニングの鯛は2年前の釣り番組の出演時のもの。

キタキュウマンメタル
キタキュウマンの弟のヒーロー。真っ黒いマントとスーツが特徴。兄と違って礼儀正しく、戦闘に参加したがらない兄の代わりに戦う。

営業部ヒーロー課ヤマシロン
山代ガスの営業部ヒーロー課のレッドロン、アオイロン、ダイダイロンが合体の稟議申請の承認を経て合体した、山代ガス所属の佐賀県や福岡県を拠点に活動する公式ヒーロー。平成29年7月8日生まれ。決め台詞は「テンションは全開、ガスの元栓は全閉なのだ！」。武器は鈍器ーコンロや等身大オオシキ式パイレン、カットナットラス。通常時は正しい食事の方法を子供たちに教える食育活動に精を出している。営業担当であることから、敵であっても初めて会った相手には必ず名刺を渡す律儀な性格。3人の意見が合わないと会社からの合体の承認が下りずに合体できないのが弱点である。能古島でのネクタリスとの戦いで偶然ネクタリスの金印の力を吸い込んだことで強火モードに進化する。
シーズン2ではピーマンが苦手であったことをスクープされ、人気が急降下したが、克服したことでセキカグオーを起動させた。ドゲンジャーズのファイナルステージでは新しく名刺が変わったことをネクタリスにアピールしている。自分と同様にさわやかな性格であるフクオカリバーとバディを組み、気が合うのか互いに喜んでいた。ヤマシロン苦学生モードとなって、グレイトZのヒーローショーに乱入した事もある。

吹王火剣 フクオカリバー
博多織を最近新調したスーツの一部に使用しているヒーロー。2月18日生まれ。決め台詞は「熱き炎の風！吹王火剣フクオカリバー！」。武器や剣術の扱いに優れており、武器は巻嵐と流炎と呼ばれる刀の二刀流で、博多織ダイナミックが必殺技。だが、なぎなたを習っているなど天然な一面も持つ。「歩く良心」とも呼ばれるほど礼儀正しく、敵であってもあいさつを欠かさずに困った人には手を差し伸べ、見た目に悩んでいたエボシ武者にアドバイスをして以降は友誼を結んでいる。シーズン1第6話では、修羅王丸によって昔の姿に戻されるも、その姿のまま彼に勝利することで正義の心が大切であることを証明した。最終決戦では、邪馬台国の金印の力でスーツを新調する前の過去のフクオカリバーを実体化させ、同時に博多織ダイナミックを発動して修羅王丸を倒した。
シーズン2では「剣」と「けん」が同じという理由からけん玉にはまっていることをスクープされ、謝罪会見を行った。ドゲンジャーズのファイナルステージでは、修羅王丸と再度戦った。ヤマシロンと強引にバディを組まされたものの、気が合うのかじゃれて喜んでいた。

エルブレイブ
中間市を拠点とするヒーロー。10月11日生まれ。決め台詞は「半端じゃないぜ！」。男気にあふれる熱血漢な性格ではあるが、ヒーローの特訓をアイドールとのデート中にするなど空気を読めない面もある。現役のプロレスラーとしても活躍し、普段は有限会社八幡建設の職人たちと共に働いている。肉体を駆使したプロレス技を使用した肉弾戦を得意とし、ブレイブ・スラッシュやラリアットブレイブ・インパクトが必殺技。悩みのタネは低身長であることだが、本人は聞き流している。だが、自分より背の高いウザギに惨敗して以降は、一人でウザギと背伸びした戦い方に固執するようになっていったが、親方から自分の弱さを認めることが大事であると諭されたため、吹っ切れて自分を受け入れられるようになった。悪の秘密結社との最終決戦では金印の力で天元の勇者 エルブレイブにパワーアップする。
シーズン2では身長の詐称疑惑が発覚したが、踏み台に乗って身長をごまかしながら謝罪会見に臨んでいた。ドゲンジャーズのファイナルステージではウザギに身長のことを徴発されたが、「ちっちゃくてもいいの」と再度吹っ切れていた。キタキュウマンとバディを組み、グレイトZと戦うも攻撃を受け、倒れてしまう。
花形 陸
シーズン2に登場。グレイトZに変身する。
- キャラクター性はグレイトZのスポンサーであったピザクックの親会社であるイワタダイナース代表取締役社長の原野拓郎が反映されている。地味な衣装ではほかの個性的なキャラと並ぶと埋もれてしまうため、金髪となった。

グレイトZ
シーズン2に登場。打ち切りとなって最終回となった「ドゲンジャーズ～エンド・ゴメンタイコ～」に変わって老舗映像会社「花形特撮」が送り出したグレイトシリーズの最新作であるヒーロー番組「銀河新星グレイトZ」の主人公。
ドゲンジャーズのファイナルステージに現れて新番組の悪役を引き抜くため、ヤバイ仮面を連れ去った。不祥事が続いていたドゲンジャーズが乱した正義を正すという考えを持っている。
当初は陸が変身していると思われたが、実際には正蔵が変身しており、陸の声に変調していた。その後、正蔵から装備を譲られた陸が変身する。
転送機能と装着者の脳波が背中に搭載した6機の撮影ドローンとスーツをリンクさせることで、装着者の想像を物理的な効果のCGとして出力する花形特撮の最新撮影技術アフェクトシステムを持つ。
グレイト2
シーズン2最終回で陸が変身したグレイトZがこれまでの全ての「グレイト」シリーズ26作を束ねたことで新生した姿。グレイトZよりもシンプルで細身。元ヤンであった陸はカラミーに殴られたことでその時代を偲ばせるケンカアクションを展開した。
シーズン3では正式にドゲンジャーズ入りを果たしている。
花形 正蔵
シーズン2に登場。「花形特撮」の社長で、陸の父。本来のグレイトZの変身者であったが、糖尿病の病状が悪化したことでヤバイ仮面との決戦時にその装備を息子の陸に譲る。その後はグレイトZのドローンやアフェクトシステムを操作する。かつて同級生に自身がノートに描いたヒーローを否定された過去を持つが、記憶の世界に入ったドゲンジャーズに自分も同じだと語りかけられたことで、心の闇が浄化される。
光神戦士エクス
鹿児島県のローカルヒーロー。シーズン1最終回のエピローグに登場。その後シーズン2でも第4話や最終回に登場、最終回ではグレイト2とバディを組むことになった。
シーズン3ではセミレギュラーとして登場するが、グレイト2とのバディ関係は無い。
山田真子
シーズン3に登場。MAKOに変身する。
鯛博学園高校に通う女子高生で、明太子製造の大手ふくやの社長令嬢。見た目も普通、学校の成績も普通、家庭環境なども普通と、自分の何を取っても「普通」であることから、自信をなくしていた。しかし、織田信長の小姓・切袴と出会ったことで、MAKOに変身する能力を身につけた。
同級生の七味涼子は親友。また、同級生の吉原大輔に片思いしている。
白石循
シーズン4に登場。ヒャクトーバンに変身する。
幼少期に警察官に助けられた体験から、「自分も市民を守る人になりたい」と警察官を目指し、福岡県警に巡査として採用された。だが、極度の臆病な性格で犯人相手にも簡単にひるんでしまうことが悩みだった。しかし、勤務初日にその臆病さが特殊活動服・SP-110Px、特に四肢支援アクチュエーター（略してSSA、ササエ）というシステムに最も適合すると判断され、ヒャクトーバンに変身して戦うこととなった。
次郎の新居が特務警察鯛博駐在所に指定され、そこに住み込むように命じられたため、他のヒーローと一緒に共同生活をしている。
非常に臆病で気弱だが、正義感も非常に強く、少しずつだが悪の秘密結社の面々とも戦えるようになってきている。
戦闘時に持っている盾には、警棒や指示灯（ヒートソード）、ワッパなどさまざまな武器が仕込まれている。
特務警察としてはSP-110Px以外の支給がなかったため、移動には自転車を使っている。
芥忠墨
シーズン4に登場。循の上司であり、彼の指導役。階級は警部補。棒付きで当たりくじ付きのチョコクランチアイス（ブラックモンブラン）が好物。
彼もSP-110Pxを着用することができ、さらにSSAシステムなしに使いこなすなど、非常に高い身体能力を保持している。
循を指導し育てるため、オーガマンがルーキーを育てるために書いた自己啓発書をよく読んでいる。

### 株式会社 悪の秘密結社
福岡に実在する映像・イベント会社。略称は「AHK」。
交番に道端に落ちていた指輪を届けるなど、憎めない部分もある。偶然志賀島で発掘された国宝「漢委奴国王印（金印）」の力で、ドゲンジャーズたちが『HERO HOUSE』を能古島にて撮影中に、福岡全土を侵略して修羅の国へと変える。
シーズン2終盤では、（既にパワーアップしていたメイド執事と）シャベリーマンを除くメンバーが強化形態に変身した。以後はヒーローショーやTVアニメにゲスト出演した際などには基本的に強化後の姿で登場している。
なお、同社には他に処務部部長であるムシ乙女やエビマン、おにたろといった怪人たちが所属しているが、シーズン2までの時点で未登場。ただし、ムシ乙女は本編の前日談にあたるヒーローショー、『episode0』に出演している。

ヤバイ仮面
本社の代表取締役社長。決め台詞は「俺より悪い奴は許さねぇ」であったが、早期にクソダサいことに気付いたため、「負けてない、勝ってないだけだ」に変更された。光弾を刃先から発射できる長剣銀ダラブレードが武器で、コンプライアンスアタックが必殺技。意識を共有する分身を生成することも可能。また、重火器を武器とするサービス残業Ver.にも変形可能。福岡を支配するための革命を起こすため、金印を取り込んで強化してオーガマンを返り討ちにするも、最終決戦では自身と同様に金印の力でパワーアップしたルーキーに敗れ、福岡県民に謝罪する。作戦を自ら立案して出勤する理想の上司。
シーズン2ではドゲンジャーズのファイナルステージにてドゲンジャーズとの戦闘中にグレイトZによってさらわれ、陸と同居することとなる。その後、グレイトZのアフェクトシステムのポッドを奪ったことで新たな形態となった。その後、放送中断となった『グレイトZ』の責任を問わされ、謝罪会見をする。
- シーズン2のオープニングは、『聖闘士星矢』をイメージしており、ギリシャ神殿を後ろに置いている。

魔狼怪人ガルフ / ガリア
工作と外回りを担当する工作員の兄弟。ガリアは大阪で活動していたことから関西弁を話す。共通してビームをベルトから発し、戦闘全般を兄のガルフが担当するが、弟のガリアは戦闘力が皆無であり、兄に隠れて相手を煽る発言をするなどやや性格に難がある。兄はガルフ爪を右手の巨大な盾から生やして戦い、G-スラッシュが必殺技。イヌの習性からか、キタキュウマンの投げた木の枝に反応して追いかけたこともある。
シーズン2ではシャベリーマン同様、兄弟ともに花形特撮の傘下に入ってグレイトZに従う。最終決戦では強化して新たな武器を手に入れ、かわいい担当であったガリアがキタキュウマンとエルブレイブを容赦ない射撃で圧倒するも、その姑息な罠と熱血に敗れる。

修羅王丸
本社の社外相談役兼忍結社「筑前忍八剣衆」元締。決め台詞は「余は筑前忍八剣衆元締、修羅王丸。余の目に映るは、焦土…のみ」。名刀美汝丸が武器で、慟哭剣・宵闇（）が必殺技。また、フクオカリバーを昔の姿に戻して弱体化させたり、次郎やゆきの体を乗っ取って操る能力も持つ。ヤバイ仮面とは腐れ縁の忍者のカリスマ。
シーズン2では新修羅王丸となり、ドゲンジャーズにキタキュウマンメタルとともに途中合流し、ヤバイ仮面に変身してヤバイ仮面を救出する。その後、死の香りを嗅ぎ取ってグレイトZと一騎打ちするも倒されるが、第11話で生存していたことが判明。敵と死合うことで修羅王丸・レクイエムにバージョンアップする。ブルーと赤のコントラストを基調としたボディーカラーとなり、冥刀彼岸ノ花が武器。
アイドール
本社の新入社員で、次郎とゆきが幼少期におままごとで遊んでいた怪獣と少女の人形が、ヤバイ仮面によって怪人に変貌させられた女怪人。通常は怪獣の特性が反映されたピンク髪のツインテールの戦闘形態インサージェントモードだが、ルーキーの鉄拳によるショックと「待て!」という言葉を受けたことで心を乱されて記憶を失い、少女の特性が反映された金髪のショートボブの女子高生の姿のドールモードとなる。インサージェントモードは、かわいらしい見た目とは裏腹に、「うるさい!」が口癖で、怒るとヤバイ仮面ですら暴言や暴力などの逆パワハラを仕掛けて牙をむくツンツンした好戦的な性格で、悪の秘密結社の中でもずば抜けた高い戦闘力を持つ。ドールモードはインサージェントモードとは正反対の優しい心を持った性格。
次郎が変身したルーキーに対して強い憎しみを抱いていたが、金印の力を集めようとするヤバイ仮面によって斬り捨てられ、次郎の腕の中で昔の記憶を思い出して消えていき、その力をルーキーに与えた。
- アニメ制作会社TRIGGERの雨宮哲が原案をデザインした。

カラミー
本社の平社員兼戦闘員。首から社員証を提げ、武器のカラミティソードで立ち向かう。普通にしゃべることが可能。

シャベリーマン
本社の広砲部部長。1989年9月2日生まれ。決め台詞は「ハァイ皆さん!」。社名の略称である「AHK」が額にある。マイクにもなる長剣が武器で、実況台にもなる胸部のアーマーを持つ。
シーズン2ではグレイトZが優勢に立った際に彼の軍門に下り、メンバーを引き連れて陸の家に誘導し、戦うことに乗り気でなかったヤバイ仮面に詰め寄って𠮟責した。最終回では背中に紛れ込んで残留していた金印の力が突如として発動したことで背中の機材が暴走し、巨大武装するが、ドゲンジャーズとグレイトZの必殺技を受けて敗北する。

ネクタリス
地球戦士ゼロスと大阪で戦った伝説の悪役。ゼロスが活動休止したことに伴い、ヤバイ仮面からスカウトされ、悪の秘密結社に勤務するようになる。幹部としてヤバイ仮面とともに能古島制圧計画に出勤した。禍々しい形状の剣と盾魔心眼ネクタリスが武器で、レーザーショックが必殺技。
ヤマシロンとは能古島で交戦し、金印の力でヤマシロンを追い詰めるも、ヤマシロンの反撃を喰らった際に、金印の力を解き放ったことから、その力をヤマシロンに与えてしまう。志賀島での最終決戦や、ドゲンジャーズのファイナルステージでもライバルとして戦った。
シーズン2ではウザギと行動を共にする場面が多い。終盤では、青を基調とした姿にパワーアップ。シーズン2最終回では剣と盾も使用せず、徒手空拳で戦っていたが、その後のヒーローショーやシーズン3では、再度パワーアップ前と同じ武器を使用している。因みに、悪の秘密結社に入社した事は彼にとって黒歴史らしい。

エボシ武者
ヤバイ仮面によって作られた最強クラスの怪人で、本社の鋭業部部長。2017年12月9日生まれ。武器は薙刀幕無。鬼のような意匠の鎧をまとったいかつい姿だが、落書きのような可愛らしいひょうきんな素顔を持つ。素顔にコンプレックスを持ち、普段は金印の力を宿した黒幕で素顔を隠しているため、素顔を見られると恥ずかしくて戦えない。本来の一人称は「僕」で、自分に自信がない非常に低姿勢な性格だが、布で顔を隠している状態では「某」という一人称を用い、歌舞伎のような抑揚で話す自信に満ちた性格を装っている。フクオカリバーとの対決で、黒幕を外されたことから恥ずかしくて戦えなくなり、金印の力も無くしてしまったことで戦意を喪失し、幹部から降格させられる。だが、ドゲンジャーズとの最終決戦で改心し、シャベリーマンに拉致されたゆきを解放し、志賀島にともに駆け付けた。最終回のエンディングでは、地域貢献に勤しんでいる姿が描かれた。

ウザギ
本社のマスコットキャラクター。性別はメス。2018年9月27日生まれ。「～きゃも」が口癖で、決め台詞は「君、この影見えるの？正直者なんだね～」。普段はウザギを影の部分が動かしているが、経費削減によって影の部分が濃くなっている。長身マッチョの影は正直者にしか見えない。影の頭部にウザギを被ることでエルブレイブと同等の激しい肉弾戦が可能で、黒いバット解決バットと徒手空拳で戦い、飛び足刀が必殺技。影は独立することで、ウザギ自体を武器にして投げつけるなどして戦うことが可能。エルブレイブを次郎の家まで吹き飛ばすほどパワフルである。
シーズン2終盤では、影の部分がパワーアップし、より筋肉隆々な姿となった。
メイド執事
ヤバイ仮面の秘書で、本社の資金管理を行う罪務部部長。決め台詞は「いってらっしゃいませご主人様。あの世へ♪」。その名の通り、前から見ると執事、後ろから見るとメイドの見た目をしている。武器のレイピア幻惑瞑剣バトラーによる剣術を得意とし、アンハッピーチェキが必殺技。冷静沈着で丁寧なしゃべり口調だが、キタキュウマンに「ヤギ」呼ばわりされると怒り出す。
シーズン2第3話でヤバイ仮面がグレイトZに花形特撮にスカウトされた際には、その強い忠誠心と怒りから強く反発し、新たな形態へとパワーアップする。その後は終盤まで、「ヤバイ仮面救出」という共通の目的のため、不本意ながらもドゲンジャーズと同居する。
なお、パワーアップした際に姿だけでなく声も変わってしまったため、ヤバイ仮面と再会した当初、ヤバイ仮面は彼がメイド執事だと気づかずに困惑していた。
ユズユズ
反社会的勢力・押川組が用意した特殊活動機巧（からくり）。開発したのはSP-110Pxを作った小坂俊（特務警察マッドサイエンティスト課長）の弟で、マッドサイエンティスト若頭の小坂潤。なお、小坂兄弟の仲は非常に悪い。
起動後すぐに暴走して押川組を壊滅させたあと、さまよっていたところをシャベリーマンの手により悪の秘密結社に引き入れられる。
性格はいたって無邪気だが、自身の欲望に忠実で、暴走すると手がつけられない。
元々の機動力も非常に高いが、取りつけられた四肢支配アクチュエーターによりパワーがさらに増幅されるも、自我を失って暴走する。
ハテナ
何かで常に思い悩んでいる新人怪人。ドゲンジャーズの前に強敵として立ちはだかる。
トイン
ユズユズのボディに付属しているぬいぐるみを変化させて召喚した戦闘員。

## 登場メカ
キタキュウマシン
キタキュウマンの愛車。シーズン2第1話では、遅刻した際にこの車で駆けつけるが、グレイトZによって爆破される。
- ベース車は日産・フェアレディZ Z33。

車と恋は急にとまれないマン
ヤバイ仮面の愛車である車怪人。ヤバイ仮面が泥酔中に命名したことからこのザマとなった。
ベース車はトヨタS20型クラウン。
グレイトダイゼンシン
シーズン2第6話から登場。グレイトZがアフェクトシステムで具現化した巨大ロボ。必殺技は拳骨で力いっぱい殴るダイゼンケン。再登場した際には巨大ソードを構えていた。
- グレイトZのスーツアクターが高岩であることから、『星獣戦隊ギンガマン』のブルタウラスの要素を入れている。また、監督の荒川が好きな車戦隊の要素を入れている。戦隊ロボのようにVパーツが胸にあり、それを肩まで伸ばすことでシルエットを出している。5体合体のようにするのを狙っていたため、腕や足のパーツを5色に分けていたが、のちにグレイトZに色味を合わせることとなった。過去のロボのように車が脚となるため、背面にシャーシが来ている。変形合体はしないが、車輪のパーツを付けることで、車が変形したかのようになっており、4つないというボケをかましている。

家具店駆動型セキカグオー208式
秘密裏にオーガマンが関家具大川本店ビル地下に作った巨大機動メカ。ヤマシロンの動きにリンクして操縦する。
- 当初は「セキカグラ」や「セキカイザー」という名称であったが、諸事情によって現在の名称となった。「208」は関家具本社の前にある国道208号からきている。
- 二つ目のダイゼンシンに対して、モノアイとなった。関家具のイメージカラーである山吹色がボディカラーとなり、モノアイの色は赤であると悪役のようになるため、青くなった。初期イメージでは、駐車場のラインなどを残した地面がシールドにそのままなるものであったが、「一枚板」というオーダーでまとめている。
- シーズン6第1話にて、実は製造当初からカグヤノ姫が搭乗しており、カグヤノ姫がヤマシロンの動きに合わせて操縦していたことが明かされた。

## キャスト
- 田中次郎 / ルーキー - 正木郁
- ゆき - 桃咲まゆ（トキヲイキル）（シーズン1、シーズン2第1話、シーズン3最終話）
- 田中次郎（子供時代） - 松下零音（シーズン1）
- ゆき（子供時代） - めね（シーズン1）
- おやっさん - 仲谷一志
- レポーター - 大庭彩歌（トキヲイキル）（シーズン1）
- 職人 - 中野隆、栗野直樹、寺崎索、山口泰弘、古澤大輔
- 荒くれ者 - 三天屋多嘉雄、小川栄司、出田源貴、カズマッスル（シーズン1）
- 女の子 - 園田有由美、ひぜんりさ、吉本一椛、白川琳花、桐原未来（シーズン1）
- カレー役 - カレー（甘口 / シーズン1第4話）
- トイレットペーパー役 - トイレットペーパー（シーズン1第6話）
- 配達員 - 悪の秘密結社の手の空いていた社員（シーズン1第7話）
- 山代ガス社長 - クレイジー大塚（シーズン1第8話）
- 香椎花園スタッフ - 西口由美子（シーズン1）
- ゆきの父 - 三天屋多嘉雄（シーズン1第12話）
- 中村優一（友情出演 / シーズン1）
- 花形陸 / グレイトZ・グレイト2 - 鈴木勝大（シーズン2・3）[8][注釈 2][注釈 3]
- 花形陸（子供時代） - 良太郎（シーズン2）
- 花形正蔵 / グレイトZ - 高岩成二（シーズン2）
- 花形正蔵（子供時代） - 大穗拓未（シーズン2）
- グレイトチアーズ - LinQ（シーズン2）
- 花形スタッフ - 宝伊謙斗、大嶋光男、満田優、田中直、到生、大和屋満福、稲葉幸平（シーズン2第2話）
- ドゲンファンのお母さん - 樋口容子（シーズン2第2話）
- そうでもない娘 - 樋口千颯（シーズン2第2話）
- （株）大賀薬局社長 - 大賀崇浩（シーズン2第3話）
- （株）大賀薬局重役たち - 大賀薬局社員の皆様（シーズン2第3話）
- CM監督 - オアカヤマBOBオサム（シーズン2第4話）
- CMスタッフ - 藤咲まりな（シーズン2第4話）
- ショーのお姉さん - 黒田れい（LinQ / シーズン2第5話）
- 過去のエルブレイブ - 谷口勇（シーズン2第5話）
- プロレスラー - 富豪2夢路（日本ボビナム協会）、竹村豪氏（シーズン2第5話）
- 通行人の女の子 - 田仲笑茉、大島向葵（シーズン2第6話）
- ゴルフ解説 - 四位美森（玄海ゴルフ倶楽部 / シーズン2第9話）
- ゴルフ実況 - 長岡大雅（KBCテレビアナウンサー/シーズン2第9話、シーズン3では一部回で、シーズン4ではアバンナレーションを担当（第11話では顔出し出演）。また、制作記者会見ではMCも担当する）
- 正蔵クラスメイト - 森谷蓮、井出祐理、東野蒼汰、松尾尚磨、佐々木啓夢、山田利空（シーズン2第10話）
- 山田真子 / MAKO - 藤松宙愛（シーズン3 - ）
- 七味涼子 - 白石優愛（シーズン3、シーズン4第9話）
- 伏見明峰 - 川村海乃（シーズン3、シーズン4第9話）
- 吉原大輔 - 森山廉之介（シーズン3、シーズン4第9話）
- 小曽川徹 - 山崎潤（シーズン3、シーズン4第9話）
- テツ - 松本享恭（シーズン3）
- 山田見子 / MAMA - 別府あゆみ（シーズン3）
- 通訳さん - 大葉みらい（シーズン3、シーズン4第3話）
- 剣道部顧問 - 矢尾一樹（シーズン3）
- 伏見明菜 - たなかえり（シーズン3第4話・最終話）
- 職人 - NewJack拓郎（シーズン3第6話）
- 警察官 - 渋江譲二（シーズン3第6話・最終話、シーズン4第1話）
- 警備員 - 竹原慎二（シーズン3第9話）
- 織田信長 - 横山一敏（シーズン3第9話・第10話・最終話）
- 白石循 / ヒャクトーバン - 土屋シオン（シーズン4）
- 芥忠墨 - 萩野崇（シーズン4）
- 頼木正義 - 山下晶（シーズン4、シーズン5第5話）
- 桜田翔子 - 広道優花（シーズン4）
- 波佐間唯人(警察庁長官) - 滝晃太朗（シーズン4、シーズン5第5話）
- 小坂俊 - 五十嵐啓輔（シーズン4）
- 小坂準 - 本山功康（シーズン4）
- 押川なお（押川組姐さん） - 及川奈央（シーズン4）
- 押川悪文（押川組組長） - 押川善文（シーズン4）
- 節度郎 - 田口隆祐（シーズン4第1話・第2話）[47]
- 酔っ払い - 鈴村展弘（シーズン4第7話）
- 福岡市長 - 高島宗一郎（シーズン4第11話、本人）

### 声の出演
- ナレーション・ヤバイ仮面COMIC - 関智一
- オーガマン - 岸祐二
- アイドール - 新田恵海（シーズン1、シーズン4第8話）
- シャッチョサンカッコイーネ - レニー・ハート
- キタキュウマン - 滝夕輝
- ヤマシロン・レッドロン - 金廣邦高
- アオイロン - 岡村昇裕
- ダイダイロン - 高橋力也
- エルブレイブ - 谷口勇
- フクオカリバー - 岩村真司
- キタキュウマンメタル - 吉村匠生
- エボシ武者 - 藤原圭一郎
- 修羅王丸 - 修羅王丸
- メイド執事（シーズン1～シーズン2 第3話） - 高畠直人
- メイド執事（シーズン2 第3話～） - 橘龍丸
- ウザギ - 園田有由美
- 影 - 秋葉佑（シーズン3）、永吉孝志（シーズン4）
- ネクタリス - 中村裕
- ヤバイ仮面・シャベリーマン - 笹井浩生
- カラミー戦闘員 - 悪の秘密結社社員
- ダンゴムシマン - ダンゴムシマン
- エクス - 下唐湊洋輔（シーズン2第12話、シーズン3 - ）
- プロローグ&エピローグナレーション - T・S（シーズン2第1話、12話）
- 切袴 - 間島淳司（シーズン3 - ）
- ビンチョウファイヤー - 大志膳（シーズン3 - ）
- ビンチョウファイヤー（イケボ） - 秋葉佑（シーズン4第3話）
- ユズユズ - 尾丸ポルカ（シーズン4）
- ハテナ - 荒咬オウガ（シーズン4）
- リヴァイア - 梶裕貴（シーズン5）
- カグヤノ姫 - 児塚あすか（シーズン6）
- コレガナイト- 大賀健太（シーズン6）
- アレガナイト- 置鮎龍太郎（シーズン6）

### スーツアクター
押川はすでにスーツアクターを引退して福岡に移住していたが、本作品をきっかけに復帰し、シーズン1終了後に悪の秘密結社に入社した。
- オーガマン[4] - 横山一敏[49]
- ヤバイ仮面[4] - 今井靖彦[49]
- ルーキー[4]、グレイトZ（シーズン2）[26]、修羅王丸（シーズン2第10話）[29]、ヒャクトーバン（芥変身時 / シーズン4）[31] - 押川善文
- ヤマシロン - 齋藤慧典
- フクオカリバー - 菊地貴裕
- キタキュウマン - 中村裕
- エルブレイブ - 手嶋佳宣
- アイドール - 木寺奈緒 / 大和
- シャベリーマン[4] - 笹井浩生
- グレイトZ（シーズン2）[8] - 高岩成二
- MAKO（シーズン3）[50] - 五味涼子
- ヒャクトーバン（シーズン4）[31] - 高橋光

## スタッフ
|                | シーズン1                    | シーズン2                     | シーズン3                     | シーズン4                     | シーズン5                                                    |
| -------------- | ---------------------------- | ----------------------------- | ----------------------------- | ----------------------------- | ------------------------------------------------------------ |
| 原作           | 株式会社 悪の秘密結社        | 株式会社 悪の秘密結社         | 株式会社 悪の秘密結社         | 株式会社 悪の秘密結社         | 株式会社 悪の秘密結社                                        |
| プロデューサー | 笹井浩生                     | 笹井浩生                      | 笹井浩生                      | 笹井浩生                      | 笹井浩生                                                     |
| 脚本           | シャベリーマン               | シャベリーマン                | シャベリーマン                | シャベリーマン                | シャベリーマン                                               |
| 音楽           | 三宅英明 小野宏              | 三宅英明 小野宏               | 三宅英明 小野宏               | 三宅英明 小野宏               | 三宅英明 小野宏 辺土名伸                                     |
| 監督           | 荒川史絵                     | 荒川史絵 鈴村展弘             | 鈴村展弘                      | 鈴村展弘 大峯靖弘             | 翁長大輔                                                     |
| 撮影           | 田宮健彦                     | 田宮健彦                      | 上赤寿一                      | 岩男海誠                      | 岩男海誠                                                     |
| 美術           | 株式会社 悪の秘密結社        | 松本慎太郎                    | 山下修侍                      | 中島信和                      | 笹井浩生                                                     |
| 編集           | 平野一樹                     | 平野一樹                      | 金山慶成                      | 平野一樹                      | 川端匠志 翁長大輔 辺土名伸                                   |
| アクション監督 | 柴原孝典 今井靖彦            | おぐらとしひろ                | 押川善文                      | 押川善文                      | 押川善文                                                     |
| 制作           | ドゲンジャーズ製作実行委員会 | ドゲンジャーズ2製作実行委員会 | ドゲンジャーズ3製作実行委員会 | ドゲンジャーズ4製作実行委員会 | 応援してくださる全ての皆様と、 ドゲンジャーズ5製作実行委員会 |

## 音楽

### シーズン1
- オープニングテーマ「なんしよーと？ドゲンジャーズ！」（2 - ）
  - 作詞：原田謙太
  - 作・編曲：YOFFY
  - 歌：児塚あすか
  - コーラス：DelightStyle
  - 第7話から歌詞が表示された。第8話はドゲンジャーズ一同が歌うリモートワークバージョン、第9話では2番が使用された。第12話ではエンディングで使用された。シーズン2第12話では挿入歌として使用された。
- 挿入歌
  - 「その名はルーキー！」（第7話）
    - 作詞：原田謙太
    - 作曲・編曲：梅村健太
    - 歌：児塚あすか

  - 「頑張る理由」（第12話）
    - 作詞・作曲・歌：正木郁

### シーズン2
- オープニングテーマ「ナイスバディ！ドゲンジャーズ！」（第2 - 9話、第11,12話）
  - 作詞：原田謙太
  - 作・編曲：YOFFY
  - 歌：児塚あすか
  - 第11話では2番が使用された。
- 挿入歌
  - 「AtoZ!グレイトZ！」
    - 作詞・歌：原田謙太
    - 作・編曲：寺園健二

  - 「グレイトAのうた」
    - 作詞・作曲 - 肉食アニマル
    - 歌 - 肉食パルチザン

  - 「夢を捨てないで」（第10話）
    - 歌：児塚あすか
    - 作詞：原田謙太
    - 作曲・編曲：寺園健二

  - 「グレイト2」（第12話）
    - 歌・作詞：原田謙太
    - 作・編曲：寺園健二

  - 「世界へ」（第12話）
    - 歌・作詞・作曲：正木郁
    - 編曲：tatsuo

### シーズン3
- オープニングテーマ「ハイスクール！ドゲンジャーズ！」（第2話 - ）
  - 作詞：原田謙太
  - 作・編曲：YOFFY
  - 歌：児塚あすか
- エンディングテーマ「大好き！ドゲンジャーズ！」（第2話 - ）
  - 作詞：原田謙太
  - 作・編曲：市川舜
  - 歌：なゆこてゃん（第5話のみ諸般の事情でインストゥルメンタルver.）
  - EDダンス振付：太宰府まほろば衆

### シーズン4
- オープニングテーマ「メトロポリス！ドゲンジャーズ！」
  - 作詞：原田謙太
  - 作曲：美弦
  - 編曲：Mao Yamamoto
  - 歌：Fuki
- エンディングテーマ「大好き！ドゲンジャーズ ～メトロポリスver.～」
  - 作詞：原田謙太
  - 作・編曲：市川舜
  - 歌：児塚あすか
  - EDダンス振付：ひぜんりさ

## 各話リスト
| 1                                                   | 修羅の国へようこそ                       |
| 2                                                   | オーガマン死す                           |
| 3                                                   | キタキュウマン逃げる                     |
| 4                                                   | ヤマシロンあざとい                       |
| 5                                                   | エルブレイブ小ちゃくないよ               |
| 6                                                   | フクオカリバーやっとちゃんとしたヒーロー |
| 7                                                   | アイドール出勤                           |
| 8                                                   | お待たせデート回                         |
| 9                                                   | ヤバイ仮面マジおこ                       |
| 10                                                  | 待て                                     |
| 11                                                  | 金印                                     |
| 12                                                  | ちがう言葉                               |
| シーズン2「ドゲンジャーズ〜ナイスバディ〜」         |                                          |
| 1                                                   | キタキュウマンの炎上                     |
| 2                                                   | オーガマン死す                           |
| 3                                                   | ルーキーそこ映ってるよ                   |
| 4                                                   | エルブレイブ脱ぐ                         |
| 5                                                   | フクオカリバーやっぱちゃんとしたヒーロー |
| 6                                                   | 特撮見たことないの？                     |
| 7                                                   | ヤマシロン、起動                         |
| 8                                                   | もう制作費がありません                   |
| 9                                                   | 爆サゲ！ゴルフ回！                       |
| 10                                                  | 第一村人発見！                           |
| 11                                                  | Touch                                    |
| 12                                                  | ナイスバディ                             |
| シーズン3「ドゲンジャーズ ハイスクール」            |                                          |
| 1                                                   | 至って普通の食パン少女                   |
| 2                                                   | 企画係                                   |
| 3                                                   | 調理係                                   |
| 4                                                   | ボンベ係                                 |
| 5                                                   | 教育係                                   |
| 6                                                   | 消毒係                                   |
| 7                                                   | 施行係                                   |
| 8                                                   | 宣伝係                                   |
| 9                                                   | 進路相談                                 |
| 10                                                  | 日本史B                                  |
| 11                                                  | 宿題                                     |
| 12                                                  | 文化祭                                   |
| スピンオフ                                          | リターンオブへし切長谷部                 |
| シーズン4「ドゲンジャーズ メトロポリス」            |                                          |
| 1                                                   | 自分、こういう者です                     |
| 2                                                   | 自分、こういう者なんです                 |
| 3                                                   | オレオレ詐欺                             |
| 4                                                   | 万引き                                   |
| 5                                                   | 器物破損                                 |
| 6                                                   | 道交法違反                               |
| 7                                                   | 決闘罪                                   |
| 8                                                   | とっても銃刀法違反                       |
| 9                                                   | 君の心を窃盗罪                           |
| 10                                                  | スリ                                     |
| 11                                                  | 私だけ、違った                           |
| 12                                                  | 支え                                     |
| スピンオフ                                          | A DAY OF OHGAMAN オーガマンの一日        |
| シーズン5「シン・ドゲンジャーズ」                   |                                          |
| 1                                                   | シン・修羅の国へようこそ                 |
| 2                                                   | オーガマン、死す                         |
| 3                                                   | 炎担当                                   |
| 4                                                   | 結婚しました                             |
| 5                                                   | ウィーアー、ドゲンジャーズ               |
| 6                                                   | 真剣ゼミ                                 |
| 7                                                   | ブットンデラッシャル生命                 |
| 8                                                   | きたぞ！デート回                         |
| 9                                                   | 友情バズーカ                             |
| 10                                                  | さんを付けろ デコ助野郎                  |
| 11                                                  | 主砲、発射用意                           |
| 12                                                  | 同じ想い                                 |
| シーズン6「異世界転生したらドゲンジャーズだった件」 |                                          |
| 1                                                   | 異世界からようこそ                       |
| 2                                                   | あれが無いと                             |
| 3                                                   | ソファーで目覚めた朝もあるじゃないと     |
| 4                                                   | センターじゃないと                       |
| 5                                                   | タメじゃないと                           |
| 6                                                   | フォーマット変更します                   |

## 放送局
ドゲンジャーズ
| 放送期間                | 放送時間           | 放送局         | 対象地域 | 備考 |
| ----------------------- | ------------------ | -------------- | -------- | ---- |
| 2020年4月12日 - 6月28日 | 日曜 10:00 - 10:25 | 九州朝日放送   | 福岡県   |      |
|                         | 日曜 17:30 - 17:55 | ぶんぶんテレビ | 佐賀県   | CATV |

| 配信期間                | 配信時間        | 配信サイト         |
| ----------------------- | --------------- | ------------------ |
| 2020年4月12日 - 6月28日 | 日曜 19:00 更新 | TSUTAYA TV         |
|                         | 日曜 21:00 更新 | ニコニコチャンネル |
| 2020年4月14日 - 6月30日 | 火曜 12:00 更新 | ひかりTV           |

ドゲンジャーズ〜ナイスバディ〜
| 放送期間                | 放送時間           | 放送局       | 対象地域 | 備考 |
| ----------------------- | ------------------ | ------------ | -------- | ---- |
| 2021年4月11日 - 6月27日 | 日曜 10:00 - 10:25 | 九州朝日放送 | 福岡県   |      |
|                         |                    | 鹿児島放送   | 鹿児島県 |      |
|                         | 日曜 10:30 - 10:55 | TOKYO MX     | 東京都   |      |
| 2021年4月17日 - 7月3日  | 土曜 10:20 - 10:45 | 熊本朝日放送 | 熊本県   |      |

ドゲンジャーズ ハイスクール
| 放送期間                | 放送時間           | 放送局       | 対象地域 | 備考 |
| ----------------------- | ------------------ | ------------ | -------- | ---- |
| 2022年4月10日 - 6月26日 | 日曜 10:00 - 10:25 | 九州朝日放送 | 福岡県   |      |
|                         |                    | 鹿児島放送   | 鹿児島県 |      |
|                         | 日曜 10:30 - 10:55 | TOKYO MX     | 東京都   |      |

ドゲンジャーズ ハイスクールスピンオフ〜リターンオブへし切長谷部〜
| 放送期間       | 放送時間           | 放送局       | 対象地域 | 備考 |
| -------------- | ------------------ | ------------ | -------- | ---- |
| 2022年9月4日 - | 日曜 10:00 - 10:25 | 九州朝日放送 | 福岡県   |      |
|                |                    | 鹿児島放送   | 鹿児島県 |      |
|                | 日曜 10:30 - 10:55 | TOKYO MX     | 東京都   |      |

ドゲンジャーズ メトロポリス
| 放送期間                | 放送時間           | 放送局       | 対象地域 | 備考    |
| ----------------------- | ------------------ | ------------ | -------- | ------- |
| 2023年4月09日 - 6月25日 | 日曜 10:00 - 10:25 | 九州朝日放送 | 福岡県   |         |
|                         |                    | 鹿児島放送   | 鹿児島県 |         |
|                         | 日曜 10:30 - 10:55 | TOKYO MX     | 東京都   |         |
| 2023年4月12日 - 6月28日 | 水曜 25:55 - 26:25 | 熊本朝日放送 | 熊本県   |         |
| 2023年4月10日 - 6月26日 | 月曜 25:45 - 26:15 | 新潟テレビ21 | 新潟県   |         |
| 2023年4月15日 - 7月1日  | 土曜 26:30 - 27:00 | 長野朝日放送 | 長野県   |         |
| 2023年4月30日 -         | 日曜 25:50 - 26:20 | 北陸朝日放送 | 石川県   | 3週遅れ |

シン・ドゲンジャーズ
| 放送期間                | 放送時間                     | 放送局           | 対象地域 | 備考           |
| ----------------------- | ---------------------------- | ---------------- | -------- | -------------- |
| 2024年7月14日 - 9月29日 | 日曜 10:00 - 10:25           | 九州朝日放送     | 福岡県   |                |
|                         | 日曜 10:05 - 10:30           | 鹿児島放送       | 鹿児島県 | 5分遅れ        |
| 2024年7月15日 -         | 月曜 1:30 - 1:55（日曜深夜） | 北海道テレビ放送 | 北海道   | 15時間30分遅れ |
| 2024年7月22日 -         | 火曜 1:30 - 1:55（月曜深夜） | 秋田朝日放送     | 秋田県   | 1週遅れ        |

## 映像ソフト化
2021年1月22日にシーズン1全12話が収録されたBlu-ray / DVDが発売された。Blu-ray特装版には、後述の第12.5話が映像特典として収録されるほか、ロケ地を紹介したブックレット「ろけいく手帳」が付属する。

## 第12.5話 エピソード・オブ・アイドール
2021年1月22日に発売された「ドゲンジャーズ Blu-ray 特装版」の特典映像として制作されたスピンオフの続編。同作品はシーズン1の過酷な撮影でボロボロになったスーツの修理費をクラウドファンディングで募ったところ、支援金が目標金額の約8倍にものぼったため制作が決定した。
登場人物
グレイトA
幼少期の田中が遊んでいたソフビ人形が金印の力によって復活した、悪の秘密結社コミック「YABAI」に登場したヒーロー。昔ながらの戦い方を重んじており、ゆきをさらい、次郎たちドゲンジャーズに苦言を呈する。
キャスト
- 田中次郎 - 正木郁
- ゆき - 桃咲まゆ

声の出演
- オーガマン - 岸祐二

- アイドール - 新田恵海

- グレイトA - 浪川大輔

スーツアクター
- ルーキー - 押川善文
- グレイトA - 伊藤慎

スタッフ
- 監督 - 荒川史絵

- 脚本 - シャベリーマン

- アクション監督 - 押川善文
- 製作 - ドゲンジャーズ製作実行委員会

劇中歌
「グレイトAのうた」
- 作詞・作曲 - 肉食アニマル / 歌 - 肉食パルチザン

劇中特撮番組「グレイトA」のオープニングとして制作された。

## Webラジオ
Webラジオ『みんなのドゲンジャーズRadio』が、2021年4月3日より超！A&G+にて毎週土曜14:00 - 14:30に配信。MCは間島淳司、アシスタントは秋葉佑。また、シャベリーマンもリモートで出演している。同年7月10日には渋谷パルコにて公開収録イベントが開催された。

## コミカライズ
コミックブシロードWEBにて作画：野口祥汰/脚本：内藤ユウスケにより本編の99年後を描くスピンオフコミック『修羅の国のアイディール〜DOGENGERS 99 Years Later〜』が2022年6月10日より2023年7月28日にかけて連載。